# Variaties voor twee piano's
De Variaties voor twee piano's in es mineur is een compositie van Christian Sinding. Sinding schreef deze compositie terwijl hij nog in opleiding was in München. Het werkje baarde destijds opzien, maar is inmiddels in de vergetelheid geraakt. 
In 1976 kwam een uitvoering uit via de Noorse Cultuurraad (NKF 30013) door Robert Levin en Kjell Bækkelund.